# 长丝叶须虫
长丝叶须虫（学名：Phyllodoce fristedti）为叶须虫科叶须虫属的动物。分布于印度、斯里兰卡、越南、新喀里多尼亚以及中国大陆的西沙群岛等地。